# Ленъкс
Ленъкс (на английски: Lenox) е град в окръг Бъркшър, Масачузетс, Съединени американски щати. Намира се на 10 km южно от Питсфийлд. Градът се образува около хан, основан през 1750. Населението му е 4957 души (по приблизителна оценка от 2017 г.).
В Ленъкс умира предприемачът Андрю Карнеги (1835 – 1919).